# Latzin Norbert
Latzin Norbert (Budapest, 1946. május 16. – Köln, 1984. december) magyar dalszerző és billentyűs.

## Élete
1958-ban már a Zeneakadémián tanult, a különleges tehetségek között. Tizennégy évesen ismerkedett meg Bergendy Istvánnal. Egyik alkalommal megnézte a Cherbourgi esernyők című francia zenés filmet, majd még aznap este emlékezetből előadta zongorán baráti társaságban a film teljes zeneanyagát. 1964-ben két barátjával együtt Hollandiába disszidált, egy ottani énekesnek lett a zongoristája, akivel európai turnén is részt vett. Amikor öt év után megunta ezt az életmódot, hazajött Magyarországra, elvették az útlevelét és nem mehetett külföldre. 1969-ben lett a Bergendy-együttes tagja, az ő szerzeménye például a Jöjj vissza, vándor és a Szellemvasút című dalok, de több dalt írt Demjén Ferenccel közösen. Később Rózsival összevesztek és 1974-ben kilépett a Bergendyből, majd megalakította a Marionett Rt. nevű formációt, amely soft-rockot játszott. Később újra külföldre ment, barátai elvitték Münchenbe Udo Jürgenshez is, aki szerződtetni akarta, ám Latzin részegen otthagyta őt, mert szerinte borzalmas volt, amit Jürgens csinált. 1984-ben Kölnben, egy hajléktalanszálló fürdőszobájában találtak rá karácsony után, már öt napja halott volt, öngyilkosságot követett el.

## Filmzenéi
- Lóden-show (magyar tévéfilm, 1980)
- Alfonshow (magyar burleszk, 1979)
- Liftrapszódia (magyar zenés film, 1979)
- A kenguru (szín., magyar játékfilm, 1975)